# Paesaggio nei pressi di Beauvais
Il Paesaggio nei pressi di Beauvais (in francese: Paysage près de Beauvais; in russo Пейзаж в окрестностях Бове?, Pejzaž v okrestnostjach Bove) è un dipinto a olio su tela dipinto intorno al 1740 da François Boucher e conservato al museo dell'Ermitage di San Pietroburgo.

## Descrizione
Dipinta negli anni 1740, l'opera raffigura un paesaggio di campagna nei pressi di Beauvais d'estate, con al centro un fiume che scorre sotto un ponte di pietra, mentre due case fanno da sfondo: un mulino con una torre a sinistra e una casetta rustica a destra. Tre piccoli personaggi animano questo paesaggio: una lavandaia su una barca con un uomo dietro di lei, alla sua destra, e una donna sul balcone di legno del mulino che stende la biancheria. Un piccolo cane di profilo si trova su delle pietre in mezzo al fiume.
Il quadro è firmato "F. Boucher" in basso a destra. Si potrebbe datarlo all'inizio degli anni 1740 per le somiglianze con delle opere successive realizzate quando l'artista lavorava alla manifattura di Beauvais (1743-1755). Nel catalogo del Salone del 1740, veniva già menzionato "un paesaggio... dove si vede un mulino" e in quello del 1743 era esposto "un paesaggio dove appare un mulino ad acqua"... Nel 1743 venne dipinta una tela come pendant di quest'opera dell'Ermitage. Viene menzionata anche nel catalogo del Salone del 1743 come "il suo pendant raffigura una vecchia torre e in primo piano delle lavandaie".
Un disegno che riprende esattamente il lato sinistro del quadro è conservato al Rijksmuseum.
Intorno alla metà del XVIII secolo, questo quadro faceva parte della collezione Lenoir, e all'inizio del XX secolo apparteneva alla collezione Oliv a San Pietroburgo. Entrò a far parte delle collezioni dell'Ermitage nel 1923. Nel 1925 venne trasferito a Mosca nelle collezioni del museo dell'arte occidentale, situato nel vecchio hôtel particulier di Sergej Ščukin, prima di tornare nell'Ermitage nel 1930.